# La sirenetta (film 1976)
La sirenetta (Rusalochka) è un film del 1976, diretto da Vladimir Byčkov e basato sulla fiaba La Sirenetta di Hans Christian Andersen.

## Trama
Durante un viaggio in diligenza, un uomo racconto a una fanciulla la fiaba della sirenetta. La storia è ambientata nel XIII secolo. Una sirenetta vede da lontano un principe su una nave e si innamora di lui. Altre sirene incantano i marinai facendo scontrare la loro nave sugli scogli. La sirena salva il principe dall'annegamento portandolo a riva. Una principessa del luogo nota il principe privo di sensi e lo salva. La sirena vorrebbe sposare il principe e nuota verso il palazzo in cui vive la principessa. Uno dei pescatori la vede e tutti gli altri iniziano a lanciarle dei sassi. La sirenetta allora si nasconde nel canale all'interno del palazzo e in seguito fa amicizia con un tuttofare itinerante. L'uomo chiede aiuto ad una strega del posto per la sirena. La strega le chiede i capelli e la voce per trasformare la sua coda in gambe. Alla fine la strega prende i capelli della sirena ma decide di non prenderle la voce. Il viandante si reca dal principe che si sta riprendendo a palazzo e gli racconta della sirena. A quel punto, la sirena sta per essere bruciata sul rogo da un gruppo di persone che l'ha catturata. Il principe salva la sirena e la principessa la prende in custodia. In seguito, il principe combatte contro uno sfidante per la mano della principessa, ma l'altro cavaliere pugnala il principe alle spalle. Tutti abbandonano il principe ora che è morto, tranne la sirena, che implora la strega di farlo tornare in vita. La strega acconsente, ma la avverte che se il principe non la sposerà, lei morirà. Il principe resuscita ma sposa la principessa al posto della sirena, che è destinata a morire lo stesso giorno. Il tuttofare sfida il principe a un combattimento e viene ucciso. Il suo sacrificio salva la sirena dalla morte e la sua anima diventa eterna.

## Produzione
Le location del film si trovano in Bulgaria e a Batumi in Georgia, mentre il resto della produzione ebbe luogo presso gli studi Nu Boyana Film Studios e Kinostudija Gor'kogo.

## Distribuzione
Il film è stato distribuito in Bulgaria il 17 dicembre 1976 e in Unione Sovietica nel gennaio 1977.